# Gyilkos számok (hatodik évad)
A Gyilkos számok (Numb3rs) amerikai sorozat. A hatodik évad első részének premierje az USA-ban 2009. szeptember 25-én volt, az utolsót részt 2010. március 12-én sugározták. A magas nézettség ellenére nem folytatják a sorozatot, így a hatodik évad volt az utolsó, ami 16 részből áll.
| # | Epizód eredeti címe | Eredeti bemutató     | Epizód magyar címe | Magyarországi bemutató |
| --- | ------------------- | -------------------- | ------------------ | ---------------------- |
| 1. | Hangman             | 2009. szeptember 25. | A hóhér            | 2010. szeptember 6.    |
| |                     |                      |                    |                        |
| 2. | Friendly Fire       | 2009. október 2.     | Baráti tűz         | 2010. szeptember 13.   |
| |                     |                      |                    |                        |
| 3. | 7 Men Out           | 2009. október 9.     | 7 ember kiiktatva  | 2010. szeptember 20.   |
| |                     |                      |                    |                        |
| 4. | Where Credit's Due  | 2009. október 16.    | Mint a filmeken    | 2010. szeptember 27.   |
| |                     |                      |                    |                        |
| 5. | Hydra               | 2009. október 23.    | Hidra              | 2010. október 4.       |
| |                     |                      |                    |                        |
| 6. | Dreamland           | 2009. október 31.    | Álomvilág          | 2010. október 11.      |
| |                     |                      |                    |                        |
| 7. | Shadow Markets      | 2009. november 6.    | Árnyák-piacok      | 2010. október 18.      |
| |                     |                      |                    |                        |
| 8. | Ultimatum           | 2009. november 13.   | Ultimátum          | 2010. október 25.      |
| |                     |                      |                    |                        |
| 9. | Con Job             | 2009. november 20.   | Fegyencmunka       | 2010. november 1.      |
| |                     |                      |                    |                        |
| 10. | Old Soldiers        | 2009. december 4.    | Öreg harcosok      | 2010. november 8.      |
| 3 ezer méteres magasság, 72 négyzetkilométer, 50 ezer bankjegy, 38 év. Az FBI egy gondosan előkészített rajtaütés alkalmával sikeresen megakadályoz egy fegyveres rablást.A pénz megszámolásánál azonban olyan bankjegyeket találnak, amelyek az Egyesült Államok egyik legrégebbi és leghíresebb megoldatlan ügyéhez vezetnek vissza.                          |                     |                      |                    |                        |
| 11. | Scratch             | 2010. január 8.      | Sorsjegyek         | 2010. november 15.     |
| Négy fegyveres kirabol egy lottózót. Az eset furcsasága az, hogy nem a kassza bevétele érdekli őket, hanem egy bizonyos típusú kaparós sorsjegyet visznek el magukkal. Hamarosan kiderül, hogy az eset előtt már több hasonló is történt, és a tolvajok mindig ugyanazzal a módszerrel dolgoztak. Az FBI emberei egy korábbi lottónyertesre gyanakszanak.       |                     |                      |                    |                        |
| 12. | Arm in Arms         | 2010. január 15.     | Selejtes fegyverek | 2010. november 22.     |
| 28 globális fegyveres konfliktus, 43 katonai kormányzat, 600 millió automata fegyver, 1100 lövés percenként... Az FBi csapata ezúttal egy speciális lőfegyverszállítmány után nyomoz, amely, ha kikerülne az utcára, hatalmas pusztítást végezne. Charlie és Amita pedig eközben megpróbálja kiválasztani az esküvőjük időpontját.                              |                     |                      |                    |                        |
| 13. | Devil Girl          | 2010. január 22.     | Ördögi lány        | 2010. november 29.     |
| |                     |                      |                    |                        |
| 14. | And the Winner Is…  | 2010. február 2.     | És a díjat kapja…  | 2010. december 6.      |
| Egy díjátadón, amelyet a televízió élőben közvetít, hirtelen füsttel telik meg a helyiség. A színészek persze a nagy kavarodásban megpróbálnak kimenekülni a teremből, ám csak később veszik észre, hogy a füstöt valaki ékszerrablásra használta fel. A színészektől több nagy értékű ékszert loptak el, így az FBI megkezdi a nyomozást.                      |                     |                      |                    |                        |
| 15. | Growin' Up          | 2010. március 5.     | Zaklatás           | 2010. december 13.     |
| Charlie-t meghívják Angliába, Cambridgebe tanítani, és arra is van lehetőség, hogy Amitát is magával vigye. Az FBI újabb ügyön dolgozik. Arnold Winslow sok évvel ezelőtt több fiú tanítványát is megrontotta. amikor a négy bántalmazott közül az egyik öngyilkos lesz, a nővére, aki riporter, műsort készít az ügyről, s Don csapatától kér felvilágosítást. |                     |                      |                    |                        |
| 16. | Cause and Effect    | 2010. március 12.    | Ok és okozat       | 2010. december 20.     |
| |                     |                      |                    |                        |